# Remote Desktop Protocol
Remote Desktop Protocol (ou somente RDP) é um protocolo multi-canal que permite que um usuário se conecte a um computador rodando o Microsoft Terminal Services (antigo Terminal Service). Existem clientes para a maioria das versões do Windows, e outros sistemas operacionais como o Linux. O servidor escuta por padrão a porta TCP 3389.
Baseado no protocolo da ITU T.share (conhecido como T.128), a primeira versão do RDP (chamada versão 4.0) foi introduzida com o Terminal Service no Windows NT 4.0 Server, Terminal Server Edition. A versão 5.0 introduzida com o Windows 2000 Server adicionou suporte para alguns recursos incluindo impressão em impressoras locais e foi voltado para melhorar o uso da banda. A versão 5.1, lançada com o Windows XP inclui vários recursos como suporte a cor em 24-bits e som.

## Características
- Suporte a 24 bits de cor,[3] dando uma paleta de 16,7 milhões de cores. (8, 15 e 16 bits de cor também são suportados.)
- Criptografia de 56 ou 128 bits, usando o algoritmo de criptografia RC4.[4] (Esta é a segurança padrão, clientes mais antigos podem usar criptografias menos fortes.)
- Áudio permite que usuários rodem um programa de áudio no computador remoto e ter o som redirecionado ao computador local.
- Redirecionamento de Sistemas de Arquivos permite que se use arquivos locais na máquina remota.
- Redirecionamento de Impressora permite que os usuários usem suas impressoras locais na sessão remota como se fosse uma impressora local ou compartilhada na rede.
- Redirecionamento de Porta permite que programas rodando dentro da sessão acessem portas locais seriais e paralelas diretamente.
- A Área de Transferência pode ser compartilhada entre os dois computadores.

Consulte Technical Overview of Terminal Services para uma lista de recursos mais detalhada.